# Seznam obětí černobylské havárie
Seznam obětí černobylské havárie uvádí osoby, které zemřely v přímé souvislosti s havárií Černobylské jaderné elektrárny z 26. dubna 1986.

## Oběti
| Jméno                | Datum narození     | Datum úmrtí       | Povolání                                           | Příčina smrti                                          | Poznámka |
| -------------------- | ------------------ | ----------------- | -------------------------------------------------- | ------------------------------------------------------ | --- |
| Aleksandr Akimov     | 6. května 1953     | 11. května 1986   | vedoucí pracovník 4. bloku                         | radiační popáleniny na 100 % těla                      | V elektrárně začal pracovat v září 1979. V době výbuchu se nacházel v řídící místnosti, poté pracoval několik hodin v silné radiaci a to bez jakýchkoliv ochranných prostředků. Snažil se společně s Toptunovem obnovit chlazení reaktoru. Dostal smrtelnou radiační dávku, odhadem až 15 Sv.                                                                                         |
| Anatolij Baranov     | 13. června 1953    | 20. května 1986   | elektroinženýr, vedoucí elektrotechnik             | akutní nemoc z ozáření                                 | V elektrárně začal pracovat v červnu 1978. Po výbuchu se snažil zamezit šíření požáru. Zastavil přívod vodíku ke generátorům, čímž zažehnal nebezpečí exploze ve strojovně. |
| Vjačeslav Bražnik    | 3. května 1957     | 14. května 1986   | obsluha a údržbář parních turbín                   | akutní nemoc z ozáření                                 | V elektrárně začal pracovat v červnu 1979. V době výbuchu se nacházel ve strojovně. Jako jeden z prvních se podílel na lokalizaci havárie a snažil se zabránit šíření požáru. |
| Viktor Děgťarenko    | 10. srpna 1954     | 19. května 1986   | obsluha reaktoru                                   | akutní nemoc z ozáření                                 | V elektrárně začal pracovat v srpnu 1980. V okamžiku výbuchu se nacházel v blízkosti čerpadel. Byl opařen radioaktivními parami nebo vodou. Navzdory svým popáleninám pomáhal z trosek zachraňovat své kolegy a bojovat s ohněm. |
| Valerij Choděmčuk    | 24. března 1951    | 26. dubna 1986    | operátor a obsluha hlavních oběhových čerpadel     | počáteční výbuch                                       | V elektrárně začal pracovat od září 1973. V době výbuchu se pravděpodobně nacházel ve strojovně hlavních oběhových čerpadel. S největší pravděpodobností zemřel okamžitě při výbuchu. Jeho tělo nebylo nikdy nalezeno. Pravděpodobně je pohřben pod troskami reaktoru. V reaktorové budově má pamětní desku. Se Šašenokem byli jediní, kteří zemřeli v den havárie.                   |
| Leonid Christič      | 28. února 1953     | 2. října 1986     | voják – palubní inženýr, poručík                   | zřícení vrtulníku                                      | |
| Nikolaj Hanžuk       | 26. června 1960    | 2. října 1986     | voják – letecký mechanik                           | zřícení vrtulníku                                      | |
| Vasilij Ignatěnko    | 13. března 1961    | 13. května 1986   | hasič – starší seržant                             | akutní nemoc z ozáření                                 | Jeho posádka přijela na místo nehody v 1:35 jako první. Dostal smrtelnou dávku při pokusu uhasit střechu a aktivní zónu reaktoru. |
| Jekatěrina Ivaněnko  | 11. září 1932      | 26. května 1986   | členka ostrahy                                     | akutní nemoc z ozáření                                 | Během nehody byla ve službě, kde zůstala celou noc až do rána. Sloužila na vrátníci, naproti 4. bloku. Nalezli ji kolem 5. hodiny ležet na silnici, odkud byla převezena do nemocnice. |
| Olexandr Junchkind   | 15. dubna 1958     | 2. října 1986     | voják – navigátor                                  | zřícení vrtulníku                                      | |
| Viktor Kibenok       | 17. února 1963     | 11. května 1986   | hasič – velitel                                    | akutní nemoc z ozáření                                 | Jeho posádka přijela na místo nehody v 1:35 jako první. Prováděl průzkum v oblastech okolo 4. reaktoru. Se svojí posádkou bojoval s ohněm v oddělení reaktoru, separátorů a v ústředním sále. |
| Jurij Konoval        | 1. ledna 1942      | 28. května 1986   | elektrikář                                         | akutní nemoc z ozáření                                 | V černobylské elektrárně začal pracovat v květnu 1981. |
| Aleksandr Kudrjavcev | 11. prosince 1957  | 14. května 1986   | inženýr a vedoucí technik 4. reaktoru              | akutní nemoc z ozáření                                 | V elektrárně začal pracovat v dubnu 1981. Během prvních hodin po nehodě se zúčastnil kontroly reaktoru. Podíval se přímo do otevřeného jádra reaktoru. |
| Anatolij Kurguz      | 12. června 1957    | 12. května 1986   | starší operátor 4. reaktoru                        | akutní nemoc z ozáření                                 | V elektrárně začal pracovat v červnu 1980. V době výbuchu se nacházel na svém pracovišti, poblíž epicentra výbuchu. Byl opařen radioaktivními parami a dostal smrtelnou dávku záření. Navzdory hrozným popáleninám, pomáhal z trosek zachraňovat své kolegy. |
| Aleksandr Lelečenko  | 26. července 1938  | 7. května 1986    | elektroinženýr, zástupce vedoucího                 | akutní nemoc z ozáření                                 | Měl na starosti zabezpečovací zařízení a hasicí systémy. Testoval nouzové zdroje elektrické energie a distribuční sítě. Po havárii odstavil elektrolyzéry na výrobu vodíku a jeho přívod ke generátorům. Tím zabránil možnému dalšímu výbuchu. Poté se pokusil obnovit napájení do vodních čerpadel. Po obdržení první pomoci se vrátil do elektrárny a pracoval ještě několik hodin. |
| Viktor Lopaťuk       | 22. srpna 1960     | 17. května 1986   | elektrikář                                         | akutní nemoc z ozáření                                 | V elektrárně začal pracovat v červnu 1983. Byl Lelečenkuv podřízený. Dostal smrtelnou dávku záření při vypínání elektrolyzéru. |
| Klavdia Luzganova    | 9. května 1927     | 31. července 1986 | členka ostrahy                                     | akutní nemoc z ozáření                                 | Hlídala staveniště skladu paliva, které se nacházelo asi 200 metrů od havarovaného 4. bloku. |
| Aleksandr Novik      | 11. srpna 1961     | 26. července 1986 | strojník – inspektor zařízení pro turbíny          | akutní nemoc z ozáření                                 | Dostal smrtelnou dávku záření během hašení a stabilizace turbínové haly. |
| Ivan Orlov           | 10. ledna 1945     | 13. května 1986   | technický pracovník                                | akutní nemoc z ozáření                                 | Dostal smrtelnou dávku záření při pokusu o obnovení chlazení reaktoru vodou. |
| Konstantin Pěrčuk    | 23. listopadu 1952 | 20. května 1986   | vedoucí inženýr a operátor turbín                  | akutní nemoc z ozáření                                 | V elektrárně začal pracovat v květnu 1980. V době výbuchu se nacházel ve strojovně, kde se poté snažil likvidovat požár. Odstavil jedno z čerpadel, kterým unikala voda z prasklého potrubí, čímž ulehčil záchranné práce. |
| Valerij Perevozčenko | 6. května 1947     | 13. června 1986   | vedoucí pracovník reaktorové sekce                 | akutní nemoc z ozáření                                 | V elektrárně začal pracovat v dubnu 1981. Po výbuchu pospíchal za svými kolegy. Dostal smrtelnou dávku záření při pokusu najít a zachránit Chodemčuka a další. Pohlédl přímo do otevřeného reaktoru a byl jedním z prvních, kdo si uvědomil, že reaktor je zničený. Utrpěl silné radiační popáleniny.                                                                                 |
| Georgij Popov        | 21. února 1940     | 13. června 1986   | inženýr a specialista na seřizování parních turbín | akutní nemoc z ozáření                                 | Podílel se na hašení turbínové haly. |
| Vladimir Pravik      | 13. června 1962    | 11. května 1986   | hasič – velitel                                    | radiační popáleniny                                    | Jeho posádka přijela na místo nehody v 1:35 jako první. Dostal smrtelnou dávku při pokusu uhasit střechu a aktivní zónu reaktoru. |
| Viktor Proskurjakov  | 4. září 1955       | 17. června 1986   | starší inženýr 4. reaktoru                         | akutní nemoc z ozáření                                 | V elektrárně začal pracovat v roce 1981. V době výbuchu se nacházel v kontrolní místnosti. V prvních hodinách po havárii kontroloval stav reaktoru a nouzových systémů. Podíval se přímo do otevřeného jádra reaktoru. |
| Vladimir Savenkov    | 15. února 1958     | 21. května 1986   | obsluha parních turbín                             | akutní nemoc z ozáření                                 | |
| Anatolij Sitnikov    | 20. ledna 1940     | 30. května 1986   | zástupce hlavního provozního inženýra              | akutní nemoc z ozáření                                 | V elektrárně pracoval od května 1975. Podílel se na likvidaci havárie na 4. bloku. Zkoumal celý blok reaktoru a centrální halu, vylezl na střechu bloku, odkud se podíval do otevřeného reaktoru. Dostal smrtelnou dávku kolem 15 Sv. |
| Anatolij Šapopalov   | 6. dubna 1941      | 19. května 1986   | elektrotechnik                                     | akutní nemoc z ozáření                                 | V elektrárně začal pracovat v dubnu 1978. V době výbuchu se nacházel ve strojovně. Společně s ostatními kolegy se podílel na lokalizaci havárie a snažil se zabránit šíření požáru. |
| Vladimir Šašenok     | 1. dubna 1951      | 26. dubna 1986    | inženýr a seřizovač automatických systémů          | tepelné a radiační popáleniny, poranění páteře a žeber | V elektrárně pracoval od srpna 1980. Byl nalezen v bezvědomí. Zemřel v nemocnici, aniž by nabyl vědomí. S Choděmčukem byli jediní, kteří zemřeli v den havárie. |
| Vladimir Tiščura     | 15. prosince 1959  | 10. května 1986   | hasič                                              | akutní nemoc z ozáření                                 | Jeho posádka přijela na místo nehody v 1:35 jako první. Prováděl průzkum v oblastech okolo 4. reaktoru. Se svojí posádkou bojoval s ohněm v oddělení reaktoru, separátorů a v ústředním sále. |
| Nikolaj Titěnok      | 5. prosince 1962   | 16. května 1986   | hasič                                              | akutní nemoc z ozáření                                 | Jeho posádka přijela na místo nehody v 1:35 jako první. Prováděl průzkum v oblastech okolo 4. reaktoru. Se svojí posádkou bojoval s ohněm v oddělení reaktoru, separátorů a v ústředním sále. |
| Leonid Toptunov      | 16. srpna 1960     | 14. května 1986   | hlavní inženýr – řízení reaktoru                   | akutní nemoc z ozáření                                 | V elektrárně začal pracovat v březnu 1983. V době výbuchu se nacházel v řídící místnosti, poté pracoval několik hodin v silné radiaci a to bez jakýchkoliv ochranných prostředků. Snažil se společně s Akimovem obnovit chlazení reaktoru. |
| Nikolaj Vaščuk       | 5. června 1959     | 14. května 1986   | hasič                                              | akutní nemoc z ozáření                                 | Jeho posádka přijela na místo nehody v 1:35 jako první. Prováděl průzkum v oblastech okolo 4. reaktoru. Se svojí posádkou bojoval s ohněm v oddělení reaktoru, separátorů a v ústředním sále. |
| Jurij Věršinin       | 22. května 1959    | 21. července 1986 | strojník – inspektor pro zařízení pro turbíny      | akutní nemoc z ozáření                                 | V elektrárně začal pracovat v červenci 1983. V době výbuchu se nacházel ve strojovně, kde se poté podílel na hašení a stabilizaci strojovny. |
| Volodymyr Vorobjov   | 21. března 1956    | 2. října 1986     | voják – velitel posádky vrtulníku, kapitán         | zřícení vrtulníku                                      | |